# 安托宁·卡佩克
安托宁·卡佩克（捷克語：Antonín Kapek，1922年6月6日—1990年5月23日），捷克斯洛伐克共产党领导人之一，捷共布拉格市委第一书记，苏联出兵干涉布拉格之春的支持者，1990年自杀身亡。。